# Pele
Pele nella religione hawaiiana è una divinità del fuoco, del fulmine, della danza, dei vulcani e della violenza. È quindi la dea della creazione ma anche della distruzione.
La sua dimora è situata all'interno del vulcano Kilauea, uno dei vulcani più attivi e turbolenti della terra. Le sue lacrime hanno formato le piccole formazioni laviche che si possono rintracciare nei pressi del vulcano.

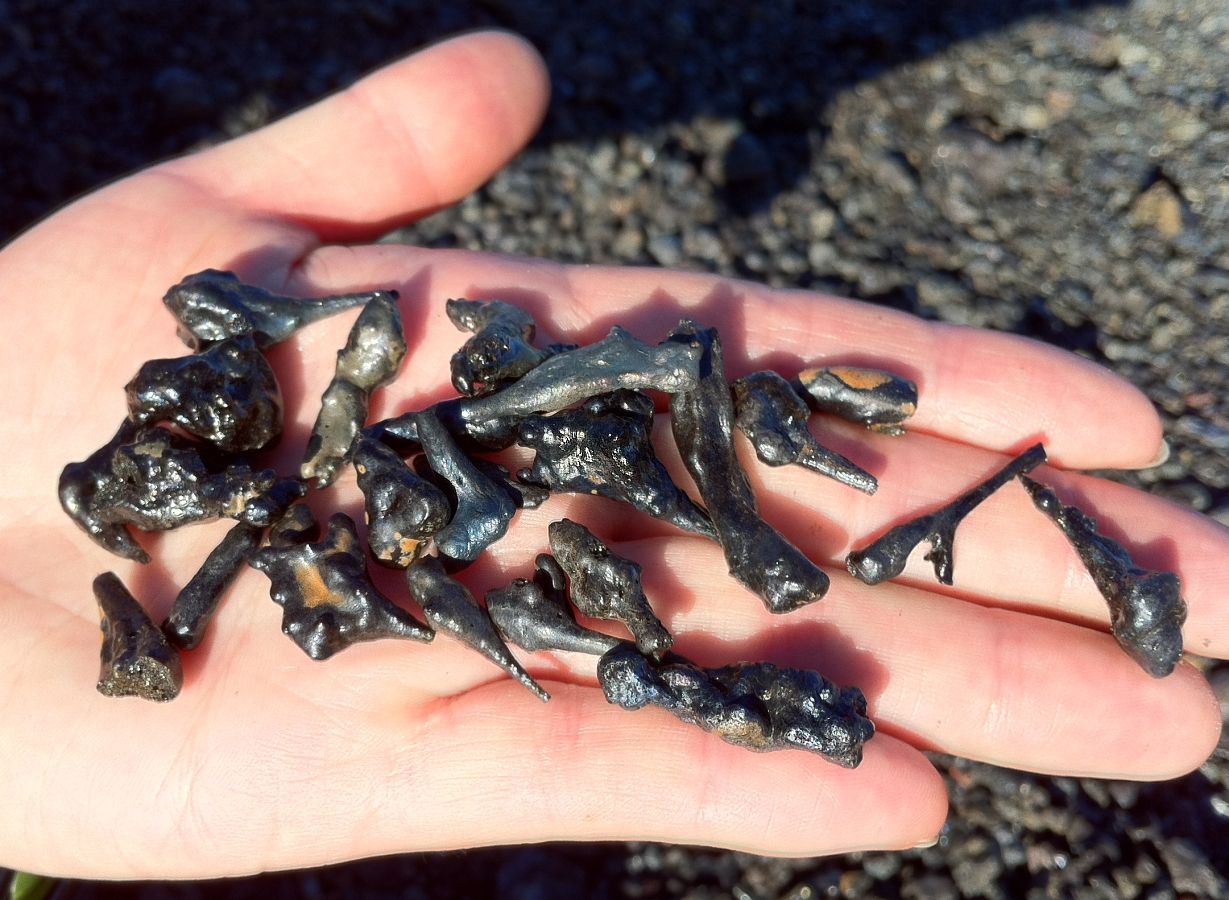
Le lacrime di pele.

## Caratteristiche
È nota sia per il suo temperamento focoso sia per la dolce passione con cui vive i suoi amori. I suoi fedeli hanno modo di assistere alle sue apparizioni durante le quali assume le sembianze di una donna affascinante e seducente, oppure di una terribile strega.

## Racconti mitologici
Quando molto tempo fa, a Tahiti fu imposto un nuovo culto religioso che prevedeva il sacrificio di vite umane, alcuni non condivisero questa imposizione. I dissenzienti decisero di abbandonare l'arcipelago, guidati da Tamatoa e da suo fratello Teroro. Assieme a loro imbarcarono anche animali e piante da trapiantare nella terra di destinazione. Il loro viaggio fu lungo e difficoltoso. Quando ormai sembravano perduti, riuscirono a rintracciare un'isola vulcanica che denominarono Hawai'i, antico nome di Raiatea. Restarono ammaliati dalla bellezza del monte che, però, dopo poco tempo, incominciò le sue eruzioni svelando i segreti del luogo.
Per cercare di rabbonire la divinità dovettero utilizzare la pietra rossa, simboleggiante la dea. Sono sacri a Pele, anche, l'albero sempreverde di ‘ōhi’a lehua e i suoi splendidi fiori rossi.

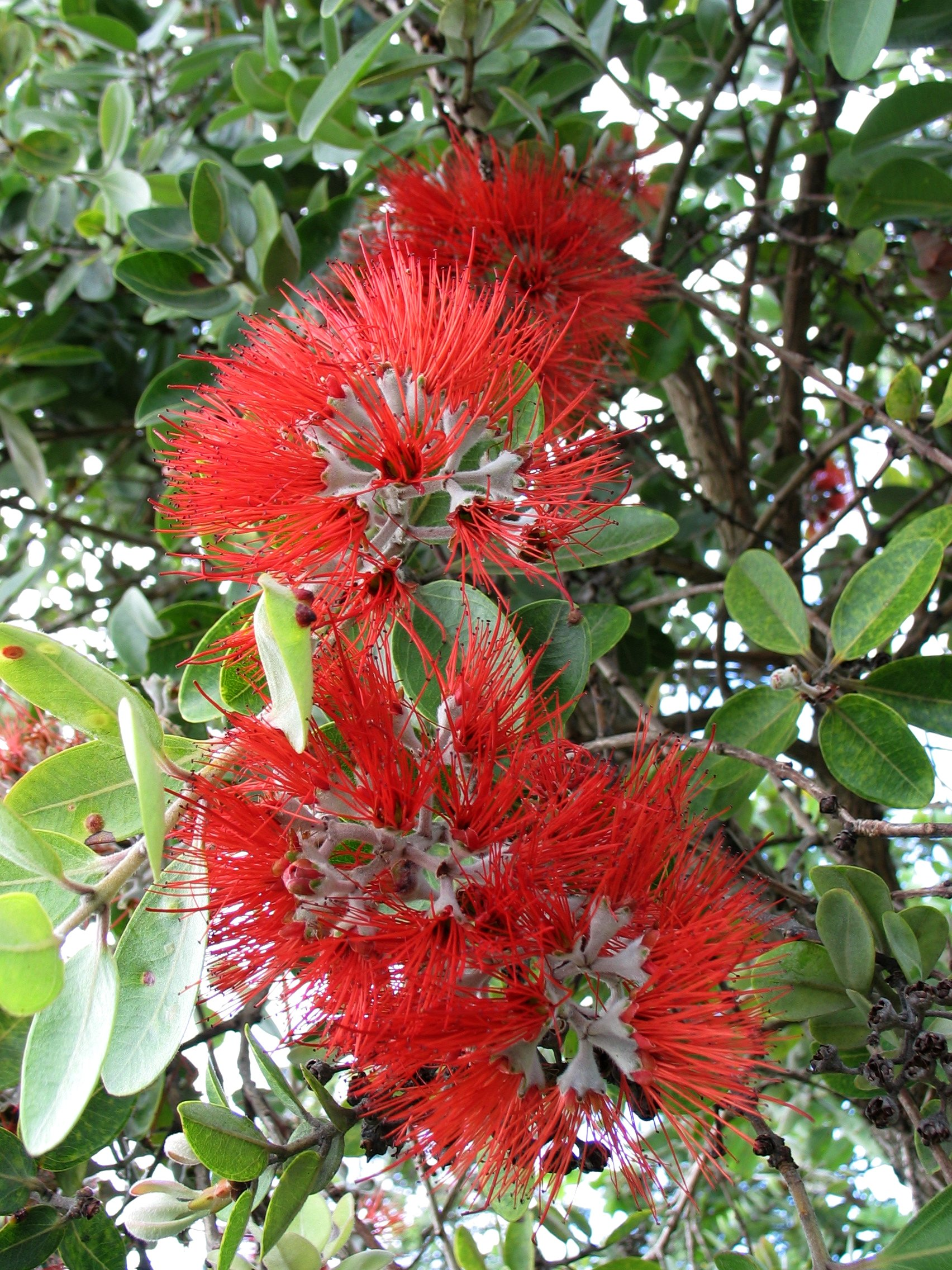
Il lehua, fiore hawaiiano sacro alla dea del fuoco.